# Chlorissa approximata
Chlorissa approximata là một loài bướm đêm trong họ Geometridae.